# Околе
Околе (укр. Околе) — перевал в Украинских Карпатах. Лежит на границе Тячевского и Раховского районов Закарпатской области. Высота — 1195 м.
Расположен между горами Братковская (1788 м), в массиве Горганы, и Татарука (1711 м), в массиве Свидовец.
На южном склоне перевала находятся истоки реки Чёрная Тиса, на западе — долина реки Турбат, приток Брустурянки (которая с Мокрянкой образует начало реки Тересва).
Через перевал проходит грунтовая дорога. Дорога труднопроходимая, годится только для гужевого транспорта, мотоциклов или автомобилей повышенной проходимости. Зимой перевалом не пользуются.
Через Околе пролегает туристический маршрут от головного хребта Свидовецкого массива (гора Трояска) до горы Братковской.
Ближайшие населённые пункты: с. Чёрная Тиса (Раховский район) и с. Лопухов (Тячевский район).